# Малкольм Ділейні
Малкольм Ділейні — баскетболіст, розігруючий захисник атакувальний захисник. Народився у штаті Мериленд, США, 11 березня 1989.

## Кар'єра
31 березня 2010 року Ділейні виставив свою кандидатуру на проєкт дражні НБА 2010, однак не найняв агента. До 8 травня гравець мав право відізвати кандидатуру та завершити сезон для коледжу. У підсумку 7 травня Ділейні вирішив повернутися в «Хукіз» і продовжити кар'єру в коледжі. ESPN запропонувала вибір у другому раунді або не вибір гравця взагалі.
У 2011 році після того, як гравець не був обраний на драфті, Ділейні вирішив приєднатися до французької команди «Елан Шалон», сума угоди склала $130 000. Команда виступила у вищому дивізіоні Франції.
У 2012 році Малкольм досяг угоди з українським клубом «Будівельник», який представляв вищий баскетбольний дивізіон України. У 2013 році в складі команди попала в збірну ЄвроКубку.
У 2013 році Ділейні підписав річний контракт з німецьким клубом Баварія. У квітні 2014 року Ділейні отримав нагороду  MVP Чемпіонату Німеччини. «Баварія» виграла Баскетбольну Бундеслігу, у фіналі перемігши «Альбу» зі рахунком у серії 3–1, гравець був визнаний MVP фінальної серії.
2 липня 2014 року Ділейні підписав річний контракт з російським клубом «Локомотив-Кубань.
4 липня 2016 року Ділейні отримав виклик в найкращій лізі світу НБА «Атланта Хокс». Провівши два сезони НБА, де показав свій максимум як гравця. 
Сезон 2018-2019 отримав виклик з Китаю від клуба Гуандун Саузерн Тайгерс, 5 березня отримав травму щиколотки, кар'єра в Гуандун Саузерн Тайгерс на цьому і завершилася. 
Після важкої травми Барселона запропонувала контракт на сезон Ділейні. Де виборов срібні нагороди чемпіонату Іспанії. 

Новий сезон новий виклик Баскетбольна серія A,де став лідером Олімпії Мілану . В першому сезоні незміз допомогти здобути золоті нагороди через травму коліна, здобув лише  срібні медалі. Сезон  2021-2022 вийшов дуже поганий травма і ненабрана форма гравця посадила на лавку запасних, за сезон провівши лише 10 матчів. Але цього вистарчело для того щоб отримати золоті нагороди.

## Досягнення

### Франція
- Чемпіонат Франції Чемпіон: 2012.

- Кубка Лідера Переможець: 2012.

### Україна
- Українська ліга Чемпіон : 2013.

### Німеччина
- Бундесліга Чемпіон : 2014.

### Росія
- Чемпіонат Росії Бронзовий призер: 2015.

- Євроліга Бронзовий призер: 2016.

### Італія
- Чемпіонат Італії Чемпіон : 2022.

- Чемпіонат Італії Чемпіон : 2021.

- Кубка Італії  Переможець: 2022.

### Індивідуальні нагороди
- MVP чемпіонату України: 2013.

- MVP фіналу чемпіонату Німеччини 2014.

- MVP чемпіонату Німеччини 2014.

- MVP Кубка Італії 2022.

- MVP Суперкубка Італії 2020.